# National Retail Federation
National Retail Federation, NRF, är en amerikansk branschorganisation som företräder fler än 3,8 miljoner medlemsföretag inom branschen för detaljhandel, som i sig genererar 3,9 biljoner amerikanska dollar till det amerikanska BNP och sysselsätter uppemot 52 miljoner anställda.
Branschorganisationen grundades 1911 som National Retail Dry Goods Association men 1958 bestämde man sig att ersätta Dry Goods med Merchants i namnet. 1990 blev branschorganisationen fusionerad med en annan branschorganisation i American Retail Federation och fick då sitt nuvarande namn.

## Styrelsen
| Position        | Namn                    | Företag                     |
| --------------- | ----------------------- | --------------------------- |
| Ordförande      | John Furner             | Walmart                     |
| Vice ordförande | Jeff Gennette           | Macy's                      |
| Ledamöter       | Beth Aberg              | Random Harvest              |
|                 | Ray Allen               | Grown                       |
|                 | Christopher Baldwin     | CVC Advisors (U.S.)         |
|                 | Haio Barbeito           | Old Navy                    |
|                 | Shelly Bransten         | Microsoft                   |
|                 | Brian Cornell           | Target Corporation          |
|                 | Tyson Cornell           | Pwc                         |
|                 | Joe Dittmar             | IBM Consulting              |
|                 | Robert W. Eddy          | BJ's Wholesale Club         |
|                 | Michelle Gass           | Levi Strauss & Co.          |
|                 | Mike George             | Qurate Retail               |
|                 | Anthony Hucker          | Southeastern Grocers        |
|                 | Suresh Krishna          | Northern Tool + Equipment   |
|                 | Hal Lawton              | Tractor Supply Company      |
|                 | John McAteer            | Google                      |
|                 | Anish Melwani           | LVMH                        |
|                 | Marc Metrick            | Saks Fifth Avenue           |
|                 | David Ratner            | Dave’s Soda-Pet City        |
|                 | David Rawlinson II      | Qurate Retail               |
|                 | Sergio Rojas            | Dominion Jewelers           |
|                 | Vivek Sankaran          | Albertsons                  |
|                 | Kimberly Smith          | Eighth+Kin                  |
|                 | Tony Spring             | Macy's Inc.                 |
|                 | Edward W. Stack         | Dick's Sporting Goods       |
|                 | Colleen J. Taylor       | American Express            |
|                 | David Wilkinson         | NCR Commerce                |
|                 | Steven Williams         | Pepsico Foods North America |
|                 | Tiffany Zarfas Williams | Luggage Shop of Lubbock     |
| President & VD  | Matthew R. Shay         |                             |